# Luis Valenzuela Guzmán
Luis Valenzuela Guzmán; (Santiago, 1825 - 31 de julio de 1897). Médico y político radical chileno. Hijo de José Joaquín Valenzuela Santibáñez y Dolores Guzmán Flores. Contrajo matrimonio con Lucrecia Pérez Caldera (1862).
Hizo sus estudios en el Instituto Nacional y en la Universidad de Chile, donde se graduó como abogado (1850). Practicó su profesión y se dedicó en paralelo a la política.
Formó parte del Partido Conservador, por el cual fue elegido Diputado por Santiago (1891-1894), formando parte de la comisión permanente de Negocios Eclesiásticos. 